# Збірна Югославії з хокею із шайбою
Збірна Югославії з хокею із шайбою (серб. Репрезентација Југославије у хокеју на леду) — хокейна збірна, яка представляла федеративну державу Югославію в міжнародних матчах. Команда провела свою першу гру 1939 року і представляла послідовно Королівство Югославія (1929—1941), Федеративну Народну Республіку Югославію (ФНРЮ, 1946—1963) і Соціалістичну Федеративну Республіку Югославію (СФРЮ, 1963—1992) аж до розпаду останньої на кілька незалежних держав. 
Правонаступником збірної вважають команду, яка представляла у хокеї із шайбою Союзну Республіку Югославію, а в останні роки існування мала назву збірної Сербії та Чорногорії.

### Виступи на чемпіонаті світу

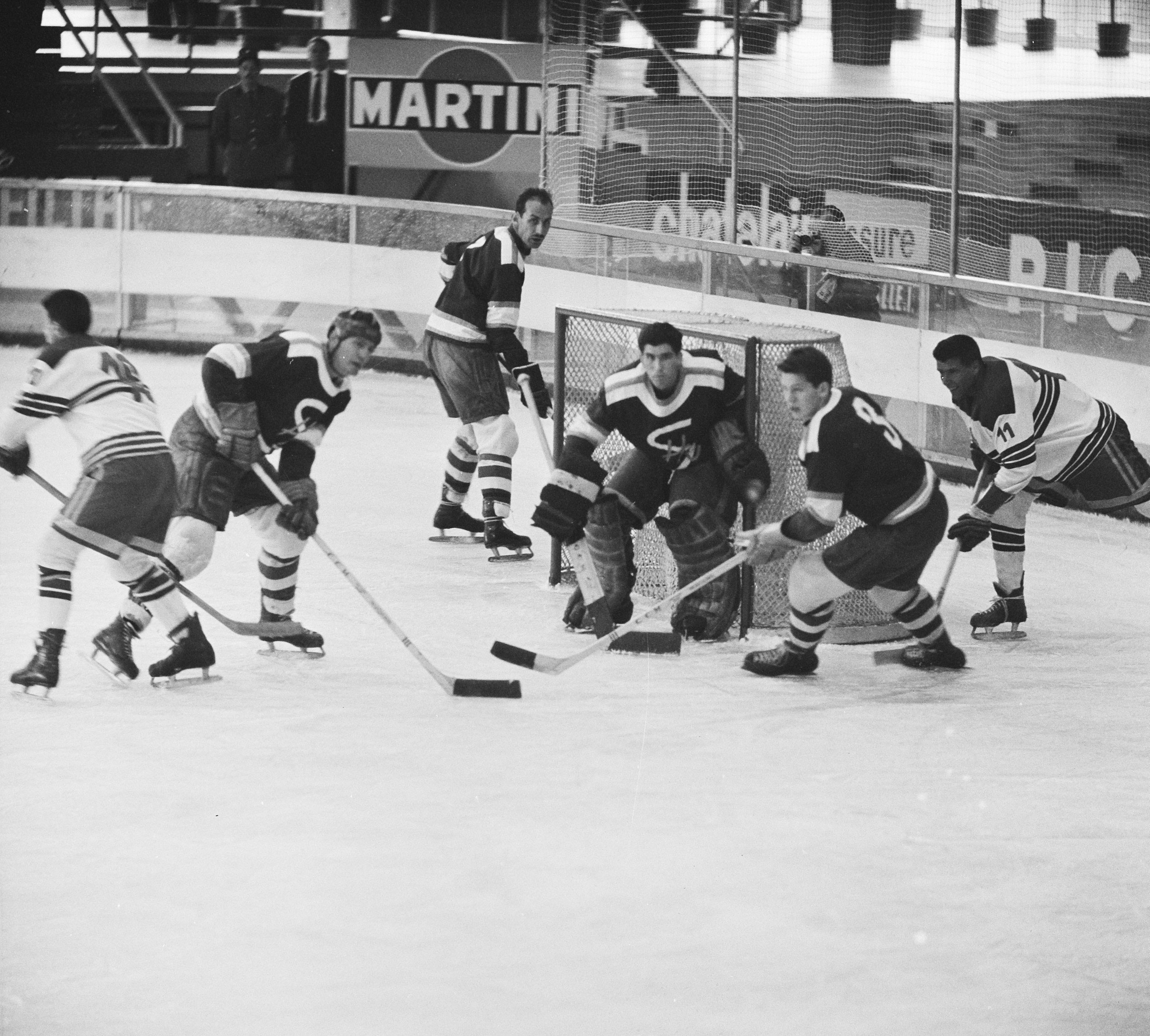
Матч збірних Нідерланди та Югославії на чемпіонаті світу 1961 року

## Результати

### Виступи на Олімпійських іграх
- 1964 — 14-те місце
- 1968 — 9-те місце
- 1972 — 11-те місце
- 1976 — 10-те місце
- 1984 — 11-те місце